# Druivenkoers 1994
La Druivenkoers 1994, trentaquattresima edizione della corsa, si svolse il 24 agosto 1994 su un percorso di 194 km, con partenza e arrivo a Overijse. Fu vinta dal belga Johan Museeuw della MG Boys Maglificio-Technogym davanti al suo connazionale Frank Vandenbroucke e all'olandese Adrie van der Poel.

## Ordine d'arrivo (Top 10)
| Pos. | Corridore             | Squadra                      | Tempo    |
| ---- | --------------------- | ---------------------------- | -------- |
| 1    | Johan Museeuw         | MG Boys Maglificio-Technogym | 4h45'19" |
| 2    | Frank Vandenbroucke   | Lotto                        |          |
| 3    | Adrie van der Poel    | Collstrop-Willy Naessens     |          |
| 4    | Peter Van Petegem     | Trident-Schick               |          |
| 5    | Alain Van Den Bossche | TVM-Bison Kit                |          |
| 6    | Bernd Gröne           | Telekom                      |          |
| 7    | Rudy Verdonck         | Lotto                        |          |
| 8    | Wilfried Peeters      | MG Boys Maglificio-Technogym |          |
| 9    | Edwig Van Hooydonck   | Wordperfect                  |          |
| 10   | Jan Nevens            | Vlaanderen 2002-Eddy Merckx  |          |